# صموئيل روي ماكاليف
صموئيل روي ماكاليف (بالإنجليزية: Samuel Roy McKelvie)‏ وهو سياسي أمريكي ينتمي إلى الحزب الجمهوري ولد  صموئيل روي ماكاليف في 13 ابريل من سنة 1881 كان ماكاليف نائبا لحاكم ولاية نبراسكا الأمريكية ما بين الأعوام 1913 إلى عام 1915 أصبح ماكاليف حاكما لولاية نبراسكا الأمريكية في سنة 1919 وشغل ماكاليف هذا المنصب إلى عام 1923 توفي صموئيل روي ماكاليف في 6 أكتوبر من سنة 1956.

## روابط خارجية
- صموئيل روي ماكاليف على موقع إن إن دي بي (الإنجليزية)